# Кроммелин, Эндрю Клод де ля Шеруа
Кро́ммелин, Э́ндрю Клод де ля Шеруа́ (англ. Andrew Claude de la Cherois Crommelin; 6 февраля 1865, Шеруа – 20 сентября 1939) — английский астроном.

## Биография
Эндрю Клод де ля Шеруа Кроммелин родился в городке Шеруа в провинции Шампань (Франция). Образование получил в Англии, сначала в колледже Мальборо, а затем в Кембриджском университете (Тринити Колледж). Работал в Королевской Гринвичской обсерватории и был участником нескольких экспедиций в полосы солнечных затмений.
Специализировался на исследовании комет. Его вычисления 1929 года орбит комет, ранее известных как комета Форбса 1928 III, комета Коггиа-Виннеке 1873 VII, и комета Понса 1818 II, показали, что это одна и та же периодическая комета, названная кометой Понса-Коггиа-Виннеке. Она была снова переименована в 1948 году после смерти Кроммелина, в его честь (27P/Crommelin).
Кроммелин также известен совместным с Кауэллом циклом работ, посвящённым расчетам орбиты прошлых и будущих появлений кометы Галлея.
С 1904 по 1906 являлся Президентом Британской астрономической ассоциации. В 1917—1923 секретарь, а в 1929—1930 президент Королевского астрономического общества.
В честь Кроммелина названы:
- Комета 27P/Crommelin
- Кратер на Луне
- кратер на Марсе
- Астероид 1899 Crommelin